# Éder Militão
Éder Gabriel Militão (ˈɛdɛʁ ɡabɾiˈɛw miliˈtɐ̃w; nascut el 18 de gener de 1998) és un futbolista professional brasiler que juga pel Reial Madrid i per la selecció brasilera. És principalment defensa central, tot i que també pot fer de lateral dret o migcampista defensiu.
Militão va començar la seva carrera al São Paulo FC, on hi va jugar 57 partits en dos anys, abans de ser traspassat al FC Porto. El 2019, després d'una temporada a Portugal, va fitxar pel Real Madrid a canvi de 50 milions d'euros.
Militão va debutar amb la selecció brasilera absoluta el 2018 i formà part de l'equip campió de la Copa Amèrica 2019.

## Reial Madrid
El 14 de març de 2019, el Reial Madrid va anunciar la contractació de Militão per sis anys, efectius a partir de l'1 de juliol de 2019, amb un preu de traspàs de 50 milions d'euros a favor del Porto FC. Hi va debutar el 14 de setembre, entrant en substitució de Sergio Ramos per la darrera mitja hora d'una victòria per 3–2 a casa contra el Llevant UE. Va jugar 15 partits de lliga, i el Reial Madrid acabà essent campió.

## Palmarès
Reial Madrid
- La Liga: 2019–20,[6] 2021-22, 2023-24[7]
- Copa del Rei: 2022-23[8]
- Supercopa d'Espanya: 2019–20,[9] 2021-22
- Campionat del Món de Clubs de la FIFA: 2022
- Lliga de Campions: 2021–22, 2023-24[10]
- Supercopa d'Europa: 2022, 2024[11]

Brasil
- Copa Amèrica: 2019[12]